# Puigsagordi (Centelles)
|  | Per al turó proper a Centelles, vegeu Puigsagordi (Balenyà) |

Puigsagordi és un nucli del municipi de Centelles (Osona). Està situat a l'oest de Centelles, a la pista que puja al turó de Puigsagordi, del qual pren el nom. El turó és del municipi de Balenyà.
És un turó molt estimat pels hostaletencs, tot i que està situat a Centelles. Territorialment, és de Balenyà.